# Han Sen Shien
Han Sen Shien (geb. als Anton Chen am 6. März 1925 in Berlin; gest. März 2018 ebenda) war ein deutsch-chinesisch-ukrainischer Ingenieur-Mechaniker, der in China als Schreibkraft von Zhou Enlai gearbeitet hat. Bekannt wurde er durch seine Autobiografie Ein Chinese mit dem Kontrabass, in der er sein ereignisreiches Leben in den Zeiten des Umbruchs in China, Russland und Deutschland festgehalten hat.

## Eltern und Kindheit
Der Vater von Han Sen war der kommunistische Aktivist Hsie Yun San (geboren in Puxingcan in der Provinz Sichuan, 1900–1978). Er hatte sich 1919 als Mitglied des Shanghaier Studentenverbandes der antijapanischen Bewegung des vierten Mai angeschlossen. Im gleichen Jahr reiste er als Werkstudent nach Paris und 1920 nach England, wo er eine militärische Ausbildung erhielt. 1923 ging er als kommunistischer Agitator nach Deutschland, um in Göttingen und Berlin Mathematik, Recht und Nationalökonomie zu studieren. Hier lernte er Zhou Enlai, den späteren Premierminister der Volksrepublik China, und Zhu De, den späteren Oberkommandierenden der chinesischen Volksbefreiungsarmee, kennen. 1927 nahm er an einer kommunistischen Massenveranstaltung im Berliner Sportpalast teil und überreichte dabei Ernst Thälmann eine Fahne des allchinesischen Gewerkschaftsverbandes und eine Fahne des chinesischen Bauernverbandes. 1978 starb er als General der Volksarmee an einer Lymphogranulomatose. Die Mutter von Han Sen war Cheng Qiying (auch Chi-yin Chen genannt, geb. 27. Januar 1904 in Wanhsien in der Nähe des heutigen Drei-Schluchten-Staudamms, gest. 1968). Sie kam 1923 nach Deutschland und studierte zunächst in Göttingen und später in Berlin Philosophie; sie und ihr Partner kannten sich bereits aus Sichuan. Die Eltern trennten sich kurz nach der Geburt von Han Sen und die Mutter interessierte sich nicht mehr für ihren Sohn. Nach einer vorübergehenden Rückkehr nach China kam sie 1929 wieder nach Deutschland und arbeitete für die Zeitschrift Der Funke, ein Kampfblatt des Internationalen Sozialistischen Kampfbundes. In Göttingen lernte sie auch Eva Siao und Anna Seghers kennen, letztere führte sie 1951 als Reisebegleiterin durch China. Sie verstarb 1968 in China während der Kulturrevolution.
Da der Vater von Han Sen durch seine Politaktivitäten oftmals unterwegs war, wuchs Han Sen zuerst bei polnischen Pflegeeltern auf, später bei einer älteren jüdischen Rentnerin. Mit drei Jahren kam er 1929 durch Vermittlung von Johanna Zorn an die von Edith und Paul Geheeb gegründete Odenwaldschule. Die holländische Kindergärtnerin Agaath Hamaker-Willink erinnerte sich in ihren Briefe aus der Odenwaldschule sehr positiv an ihn:

„Mein kleiner Chinese hat wie jeder richtiger (!) Chineser drei Namen: Han-Sen-Shien. Er ist ein lieber, guter, sanftmütiger Kerl, der von jedermann geliebt wird. Es wundert mich, weil er von Groß und Klein so sehr geliebt ist, daß er nicht ein bißchen verzogen ist.“

1932 konnte sein Vater die Schulgebühren nicht mehr bezahlen und Han Sen kehrte nach Berlin zurück. Auch hier lebte er bei verschiedenen Familien, einmal in der Nähe des Reichstages und wurde Zeuge des Reichstagsbrands. Dem im Reichstagsbrandprozess beschuldigten, aber freigesprochenen Georgi Dimitroff, später bulgarischer Ministerpräsident, schrieb er 1934 einen begeisterten Brief, den er mit Pionier Hans unterschrieb und der von Dimitroff sehr freundlich beantwortet wurde.
Durch das Erstarken des Nationalsozialismus und die durch das Regime veranlassten Wohnungsdurchsuchungen waren Han Sen mit acht Jahren und sein Vater gezwungen, Berlin 1933 in Richtung Schweiz verlassen. Bei einem Aufenthalt in Basel musste er aus politischen Gründen seinen Namen wechseln; sein Vater nannte sich Ling Chung-Siu und er bekam den Namen Ling Han Sen (geb. 6. Oktober 1927) und sie gingen als Nächstes nach Genf. Hier kam er durch ein zufälliges Zusammentreffen erneut an das von Paul Geheeb in der Schweiz neu gegründete Institut Monnier (ab 1937 Ecole d’Humanité genannt); auch Geheeb hatte 1934 Deutschland wegen zunehmender nationalsozialistischer Repressionen verlassen und mit einer kleinen Gruppe von Schülern und Lehrern in dem Institut Monnier wieder eine Schule nach seinen Prinzipien gegründet. Durch seinen Aufenthalt in Genf lernte Han Sen Französisch und Englisch, was für ihn später sehr nützlich war. 1936 wurde Han Sen in das international ausgerichtete Institut Monnier aufgenommen; sein Vater kämpfte zu dieser Zeit auf Seiten der Republikaner im Spanischen Bürgerkrieg. Nach dem Sieg der Frankisten konnte der Vater Han Sens über das französische Internierungslager Argelès-sur-Mer in die Schweiz zurückkehren und beschloss, mit seinem Sohn nach China zurückzukehren. In China war es damals zu einem Waffenstillstand zwischen den Truppen Chiang Kai-sheks und der Roten Armee gekommen, um gemeinsam gegen die japanischen Besatzer vorgehen zu können.

## Leben in China
Am 19. März 1940 reiste Han Sen nach Marseille ab, um von dort mit seinem Vater und dessen Lebensgefährtin Anna Kapeller, einer jüdischen Urologin aus Czernowitz, nach China zu reisen. In China blieb er für 15 Jahre, ohne dass er seinen Wunsch, wieder nach Deutschland zurückzukehren, aus den Augen verlor. Da Han Sen kein Chinesisch sprach und dieses nur unwillig lernen wollte, wurde dies für ihn eine sehr mühselige Zeit. Auch die chinesischen Umgangsformen waren für ihn befremdlich. Die erste längere Station war Chongqing, wo die väterliche Familie lebte. Mit viel Mühe erlernte er die Anfänge der chinesischen Sprache, von der chinesischen Schrift aber nur etwa 1500 Zeichen, so dass er nur einfache Texte lesen konnte. Chongqing war damals die Hauptstadt der Nationalchinesen und war auch heftigen Bombardierungen durch die Japaner ausgesetzt. Durch Vermittlung seines Vaters wurde er einer der Sekretäre von Zhou Enlai, damals Vertreter der Kommunistischen Partei im Herrschaftsbereich der Nationalisten. Mit Erlaubnis von Zhou Enlai übersiedelte Han Sen nach Yan’an in den von den Kommunisten beherrschten Teil Chinas.
Mao Tse-tung hatte damals seinen Hauptsitz in Yan’an im Nordwesten Chinas. Han Sen erhoffte sich durch den Besuch dortiger Lehranstalten ein neues Leben. Tatsächlich wurde er in eine Schule für Kinder von Parteifunktionären, die der Wissenschaftlichen Akademie angeschlossen war, aufgenommen. Das dortige Leben war hart, alle lebten beispielsweise in Wohnhöhlen, die in die Lößhügel gegraben worden waren, die Ernährung war sehr spärlich und schließlich mussten alle Schüler die Schule unterbrechen und kamen monatelang zum Arbeitseinsatz in der Landwirtschaft, um die benötigten Nahrungsmittel anzubauen. Hier erlebte er auch Verhaftungswellen sowie Prozesse der Gehirnwäsche und erniedrigender Selbstkritik im Zuge der „Ausrichtungsbewegung“ Mao Tse-tungs. 1944 landete eine US-amerikanische „Military Observer Group“ in Yan’an, von der sich Mao Tse-tung vergeblich militärische Unterstützung im Kampf gegen die Japaner erwartete; letztlich unterstützten die Amerikaner nach dem Sieg über Japan die Nationalisten. Han Sen kam in die Auslandsabteilung und war mit englischen und französischen Schreib- und Übersetzungsarbeiten betraut. 1946 wurde er nach Peking geschickt, um dort im „Cease-Fire Executive Headquarters“ Übersetzungs- und Dolmetscharbeiten vorzunehmen. Zweck diese Gruppen bestand darin, die Konfliktparteien zusammenzubringen und bewaffnete Zwischenfälle zu vermeiden. Nach einiger Zeit wurde er zu dem Cease-Fire Team nach Shenyang versetzt. Nach einer Erkrankung kam er zur Rekonvaleszenz nach Zhangjiakou. Hier kam er mit Sidney Rittenberg, der zu den Kommunisten übergelaufen war, in Kontakt. Auch lernte er Anna Louise Strong kennen, die eine Biographie über Mao schreiben wollte. Sie wollte ihn als Sekretär gewinnen, aber die Vorstellung, wieder nach Yan’an zurückkehren zu müssen, schreckte ihn ab; zumindest dolmetschte er für sie in Zhangjiakou. Im Herbst 1946 kam ein Dreierteam der UNRRA (United Nations Relief and Rehabilitation Administration) hierher, um medizinische Hilfe zu leisten. Auch hier wurde er zu Dolmetscherdiensten herangezogen. Durch beginnende Kriegshandlungen mit den Nationalchinesen musste sich die Gruppe aus Zhangjiakou nach Norden hinter die Chinesische Mauer zurückziehen. 1947 zog sich die UNRRA-Gruppe in die USA zurück und für Han Sen begann ein neuer Lebensabschnitt: Eigentlich sollte er hier bleiben, um seine Kenntnisse der chinesischen Sprache und Schrift zu verbessern, um auf Wunsch Zhou Enlais später einmal in den diplomatischen Dienst eintreten zu können; allerdings hatte er daran wenig Interesse, sondern war weiter von dem Wunsch, zurück nach Europa zu kehren, besessen. So machte er sich in das nationalchinesische Tianjin auf, um dort über Shanghai einen Weg nach Europa zu finden. Seine Hoffnung, in Tianjin wieder die UNRRA-Gruppe zu treffen, ging nicht in Erfüllung, da diese schon in die USA abgereist war. So blieb ihm nichts anderes übrig, als wieder zurück nach in das nationalchinesische Nanjing zu gehen, wo einer seiner Onkel wohnte, der aber den Kommunisten nahestand. 1949 nahm die Volksbefreiungsarmee Nanjing ein und im Kontakt mit der kommunistischen Militärverwaltung wurde ihm mitgeteilt, dass Zhou Enlai ihm befohlen hatte, nach Harbin zu gehen, um an der Vorstudienanstalt des Harbiner Polytechnischen Instituts seine Schulausbildung zu beenden, unter Umständen auch dort zu studieren. In Harbin begann er sofort Russisch zu lernen und besuchte die Vorstudienanstalt. Unterbrochen wurde das Studium wieder durch wochenlange Arbeitseinsätze für den ausgebrochenen Krieg zwischen Nord- und Südkorea oder für Aufräumarbeiten bei einer Überschwemmung des Sungari-Flusses. 1951 beendete er die Ausbildung an der Vorstudienanstalt und begann an dem Polytechnischen Institut ein Ingenieursstudium. Hier fasste er den Entschluss, in die Sowjetunion zu emigrieren. Nach vielen Anträgen erhielt er ein chinesisches Ausreisevisum und konnte sich einer russischen Familie anschließen und mit dieser am 6. Juni 1955 nach Sibirien ausreisen.

## Zeit in Russland und der Ukraine
Der Zug endete für die Gruppe in Kansk und alle Aussiedler wurden zur Arbeit in einer Milchkolchose in Leontewka zugewiesen. Von einem Kraftwagenfahrer hörte er von der wunderschönen Stadt Charkow und setzte alles darauf, um aus dem elenden Leontewka zu entkommen. Nach vielen behördlichen Mühen konnte er Anfang August über Kansk mit dem Zug nach Charkow reisen. Hier traf er eine Gruppe chinesischer Studenten und fand eine Möglichkeit, sein Studium an dem Charkower Polytechnischen Institut fortzusetzen. Dies war aber nur möglich, wenn er die russische Staatsbürgerschaft annehmen würde. In der Zwischenzeit konnte er nach etlichen Schwierigkeiten in einem Traktorenwerk Arbeit finden, um sich finanziell über Wasser zu halten. Ende Juni 1956 erhielt er die sowjetische Staatsbürgerschaft und konnte im Herbst die Zulassung zum Studium und zudem ein Stipendium und einen Platz in einem Wohnheim bekommen. 1958 lernte er die Studentin Lida kennen und beide heirateten im Herbst. Das Paar konnte dann in einer Kommunalwohnung mit weiteren fünf Familien unterkommen. Am 20. Juni 1959 schloss Han Sen sein Studium zum Ingenieur-Mechaniker ab. Im gleichen Jahr bekamen er und seine Frau einen Sohn, den sie Jewgenij (oder Shenja) nannten. In der Folge war er an verschiedenen Arbeitsstellen, z. B. in einer Mähdrescherfabrik in Krementschuk oder in einem Turbinenwerk in Charkow, tätig. Auch in dieser Zeit wurde die Arbeit durch mehrwöchige Ernteeinsätze oder für Bauprojekte unterbrochen. 1964 ließ er sich von Lida zur gegenseitigen Erleichterung scheiden. 1966 heiratete er Walja, eine Mitarbeiterin in dem Turbinenwerk, die am Abend Deutsch studierte; im Frühjahr des folgenden Jahres kam die Tochter Tanja auf die Welt.
Der Lebensstandard von Han Sen erhöhte sich im Lauf der Jahre, sodass die Familie ein Auto kaufen und einmal nach Moskau zum Einkaufen fahren konnte. Durch Zufall lernten sie am Campingplatz ein deutsches Ehepaar aus München kennen; mit Peter und Rosi Lößl verbrachten sie einige Tage, dienten diesen auch als Dolmetscher und Reiseführer in Moskau. Diese Familie konnten sie 1990 in München besuchen. Weitere Reisen führten die Familie mit den Kindern Shenja und Tanja auf die Krim. Seine Freundin aus Jugendtagen Beatrice Reventlow, Enkelin von Franziska zu Reventlow und verheiratet mit Günther del Bondio, konnte er nach einem längeren brieflichen Austausch 1976 in Sotschi wieder treffen. Und so flammte sein Wunsch, nach Deutschland zu kommen, erneut auf.

## Rückkehr nach Deutschland
Er hatte das Glück, dass Fritz Schlender, den er in Charkiw bei der Zusammenarbeit mit dem Dresdner Institut für Luft- und Kältetechnik kennen gelernt hatte, ihm 1979 eine Einladung nach Dresden zukommen ließ. Mit dem Auto fuhren er, seine Frau und seine Tochter durch Weißrussland und Polen in die DDR nach Dresden bzw. in den Vorort Cossebaude. Bei dieser Gelegenheit konnte er auch Johanna Zorn, die Gesinnungsgefährtin seines Vaters und seine Betreuerin aus Kindheitstagen, die ihm die Empfehlung für die Odenwaldschule ausgestellt hatte, nach 40 Jahren in Pankow wiedersehen. In den folgenden Jahren wurde es durch Glasnost und Perestroika sowie den Fall der Berliner Mauer zunehmend leichter, von der selbständig gewordenen Ukraine in das westliche Ausland zu fahren. 1990 wiederholte sich die Einladung nach Dresden und der zwischenzeitlich verrentete Han Sen konnte für mehrere Monate seine Freunde in Deutschland besuchen. Da in diesem Jahr die Grenzen zwischen Ost- und Westdeutschland geöffnet und die Deutsche Wiedervereinigung ausgerufen wurde, konnte Han Sen auch einen Abstecher nach München machen, um Beatrice del Bondio zu besuchen. In den folgenden Jahren folgten weitere Reisen nach Deutschland und in die Schweiz. Er hatte sein Lebensziel, wieder in Europa zu leben, erreicht.

„Vor meinen Augen verschwammen die Bilder meiner Kindheit und Jugend zu einem einzigen Panorama: Die hohen Berge … und nicht zuletzt die wunderschönen Ausflüge mit unserer Erzieherin Agaath durch die Wälder rund um die Odenwaldschule … Und ganz allmählich überkam mich eine feierliche Ruhe, ein Gefühl tiefer Dankbarkeit und großer Freude bei dem Gedanken, dass meine Odyssee zu Ende und mit meiner Reise in die Vergangenheit mein Traum in Erfüllung gegangen war.“

Ullabritt Horn drehte im Austausch mit Han Sen 2002 den Film Ein Chinese mit dem Kontrabaß. Sie reiste mit Han Sen nach China und besuchte die Orte, in denen er in den vierziger und fünfziger Jahren gelebt hatte. Das gleichnamige Buch und der Film trugen dann dazu bei, dass Han Sen seine letzten Lebensjahre in seiner Geburtsstadt Berlin verbringen konnte.

## Rezeption
Gerd Ruge meint, Han Sens Darstellung sei ein Paradebeispiel für die Geschichte von unten:

„Was er schildert, ist einerseits die unerwartete Innenansicht geschichtlicher Ereignisse und andererseits die Normalität, mit der die Betroffenen sie hingenommen haben – auch er selbst (S. 331) und weiter: Gerade seine Erfahrungen mit dem Umbruch in China machen vorsichtig gegenüber großflächigen Verallgemeinerungen und gegenüber viel älteren historischen und autobiografischen Berichten über das Reich der Mitte, die den europäischen Blick seit Jahrhunderten … geprägt haben. (S. 332).“

Alexander Menden meint in seiner Rezensionsnotiz in der Süddeutschen Zeitung, 14. November 2001: „Das ‚ständige Anderssein‘ hat es Han Sen erleichtert, auf Abstand zur politischen Ideologie Chinas zu bleiben oder Kontakt zu Ausländern zu knüpfen“. Er findet diese Odyssee „klarsichtig“ und „wohltuend uneitel“ von Han Sen erzählt.

## Film
- Dokumentarfilm von Ullabritt Horn: Ein Chinese mit dem Kontrabaß (2002).[4]